# Kristijan Mesaroš
 Kristijan Mesaroš  (nacido el 2 de julio de 1988) es un tenista profesional de Croacia, nacido en la ciudad de Slavonski Brod.

## Carrera
Su mejor ranking individual es el n.º 186 alcanzado el 31 de marzo de 2014, mientras que en dobles logró la posición 553 el 18 de abril de 2011.
No ha logrado hasta el momento títulos de la categoría ATP ni de la ATP Challenger Tour, aunque sí ha obtenido varios títulos Futures tanto en individuales como en dobles.